# 1TYM
1TYM (kor. 원타임) – południowokoreański zespół hip-hopowy. Jego nazwa, zwykle wymawiana one time, jest skrótem 1 Time for Your Mind, nazwy pierwszej płyty zespołu. Zespół składa się z czterech Koreańczyków: Danny’ego, Teddy’ego, Jin-hwanga i Baek-kyounga.

## Historia zespołu
Teddy i Danny poznali się w liceum. Interesowali się hip-hopem, i po ukończeniu szkoły postanowili założyć zespół. Na początku nagrywali sami proste raperskie utwory, później „przygarnęła ich” wytwórnia Brothers Entertainment. Ponieważ dostrzeżono talent dwóch młodych raperów, zostali oni włączeni w skład koreańskiego towarzystwa YG Family w 1998.
Krótko po tym Danny i Teddy zaczęli organizować przesłuchania dla młodych koreańskich raperów. Do nowo powstałego zespołu przyjęli dwóch utalentowanych Koreańczyków – Oh Jin-hwanga i Song Baek-kyounga.
Pierwsza płyta zespołu 1TYM ukazała się 17 listopada 1998 roku i odniosła wielki sukces.

## Członkowie
| Pseudonim        | Pseudonim | Prawdziwe imię   | Prawdziwe imię | Data urodzenia        | Pozycja      |
| Latynizacja      | Hangul    | Latynizacja      | Hangul         | Data urodzenia        | Pozycja      |
| ---------------- | --------- | ---------------- | -------------- | --------------------- | ------------ |
| Teddy Park       | 테디박    | Park Hong-jun    | 박홍준         | 14 września 1978(dts) | lider, raper |
| Danny Im         | 대니임    | Im Tae-bin       | 임태빈         | 6 maja 1980(dts)      | wokal        |
| Oh Jin-hwan      | 오진환    | Oh Jin-hwan      | 오진환         | 6 lipca 1978(dts)     | raper        |
| Song Baek-kyoung | 송백경    | Song Baek-kyoung | 송백경         | 12 kwietnia 1979(dts) | autor muzyki |

## Dyskografia
- One Time for Your Mind (1998)
- 2nd Round (2000)
- Third Time Fo Yo’ Mind!! (2001)
- Once N 4 All (2003)
- One Way (2005)